# Botxarov
Botxarov - Бочаров (rus) - és un khútor del krai de Krasnodar, a Rússia. Es troba als vessants septentrionals del Caucas, a la vora del riu Siniükha, tributari del Txamlik. És a 26 km a l'est de Labinsk i a 169 km a l'est de Krasnodar.
Pertany al khútor de Pérvaia Siniükha.